# Pseudocraterellus neotropicalis
Pseudocraterellus neotropicalis är en svampart som beskrevs av Corner 1976. Pseudocraterellus neotropicalis ingår i släktet Pseudocraterellus och familjen kantareller.   Inga underarter finns listade i Catalogue of Life.